# Glabella faba
Espèce
Glabella faba est une espèce de mollusques gastéropodes de la famille des Marginellidae.

## Description
- Taille : 2,5 cm.

## Répartition et habitat
Côtes de l'Afrique de l'ouest.

## Taxonomie
Cette espèce, décrite en 1758 par Carl von Linné sous le nom Voluta faba, présente plusieurs autres synonymes considérés comme invalides :
- Marginella faba (Linnaeus, 1758)
- Marginella laevilabris Jousseaume, 1875
- Pterygia erminea Röding, 1798